# Giorno-multa
Un giorno-multa è un'unità di misura per le multe adottata in vari Stati del mondo.

## Descrizione
Esso parte dall'osservazione che le pene pecuniarie, a parità di valore nominale, non hanno lo stesso effetto su una persona ricca rispetto a una più povera che deve lavorare molto di più per poter pagare la stessa somma. Da ciò si cerca di creare una sorta di uguaglianza in tali pene: preso come unità di misura il guadagno in una giornata di lavoro, la multa potrà essere identica per due persone per numero di "giorni", ma poi, convertita in denaro, sarà proporzionale al reddito al fine di avere lo stesso impatto economico su entrambi.
Il principio parte dal presupposto che i reati puniti con l'incarcerazione siano esattamente uguali per tutti: in tali giorni non si percepisce lo stipendio e si hanno altre perdite immateriali, come le relazioni con amici e familiari, che non essendo misurabili, si suppongono identiche per tutti.
Per non indurre alle infrazioni i disoccupati o le persone con un reddito molto basso, il giorno-multa ha un valore minimo sotto il quale non può scendere: una persona che guadagna zero non avrà quindi una multa pari a zero. Nonostante il nome, esso non deve necessariamente corrispondere ad un giorno di lavoro, ad esempio in Finlandia corrisponde all'incirca a mezza giornata di lavoro.
La multa espressa in giorni lavorativi è stata adottata da vari Paesi: oltre alla Finlandia (päiväsakko), anche da Svezia (dagsbot), Danimarca (dagsbøde), Croazia, Germania (Tagessatz), Svizzera e Macao.
I giorni-multa non sono applicati per le infrazioni minori da pagare normalmente con quote prestabilite, ma vengono usati a partire da una certa soglia; i dettagli comunque dipendono da Paese a Paese.

## Nel mondo

### Repubblica di San Marino
introdotto con la Legge 25 febbraio 1974 n. 17 (pubblicata nell'albo del Palazzo Governativo in data 1º marzo 1974) Emanazione del nuovo codice penale.
Nella multa a giorni la somma da pagare viene stabilita dalla legge con riferimento ad un numero di giorni compreso entro un minimo ed un massimo.
Spetta al giudice di determinare nel singolo caso la somma di denaro, corrispondente ad un giorno di multa, sulla base di quanto il condannato può risparmiare giornalmente, vivendo con frugalità ed adempimento agli eventuali oneri per il mantenimento della famiglia.
La multa a giorni ha i seguenti gradi:
1) da uno a venti giorni;
2) da dieci a quaranta giorni;
3) da venti a sessanta giorni.

### Finlandia
L'istituto è stato introdotto cona la legge 130/1921; la corrispondenza tra il guadagno reale e quello del giorno-multa non è di 1 ad 1: un giorno-multa corrisponde ad un sessantesimo del guadagno mensile, approssimabile a circa mezza giornata di lavoro. Mentre per le infrazioni stradali minori ci sono quote entro limiti fissi (da un minimo fino ad un massimo), quelle oltre una certa soglia di gravità, ad esempio l'eccesso di velocità oltre i 20 Km/h sopra i limiti, sono espresse in giorni lavorativi. Il minimo è di 1 giorno-multa fino a 120 per le infrazioni di una certa gravità.

### Italia
Nonostante il sistema non sia adottato in Italia, la proporzionalità economica della pena non è del tutto estranea al sistema italiano: ad esempio, nel Codice della privacy è prevista la possibilità di aumentare delle sanzioni fino a quattro volte se "possono risultare inefficaci in ragione delle condizioni economiche del contravventore".

### Macao
L'Articolo 45 del Codice Penale di Macao specifica che una multa penale può essere punita da 10 fino a 360 giorni-multa, del valore di almeno 50 patache ed al massimo 10.000 patache. La multa è stabilita dal tribunale.